# ديفيد وودورد
ديفيد وودورد (بالإنجليزية: David Woodward)‏ هو اقتصادي بريطاني، ولد في 1959.